# Автомобільна промисловість в Аргентині

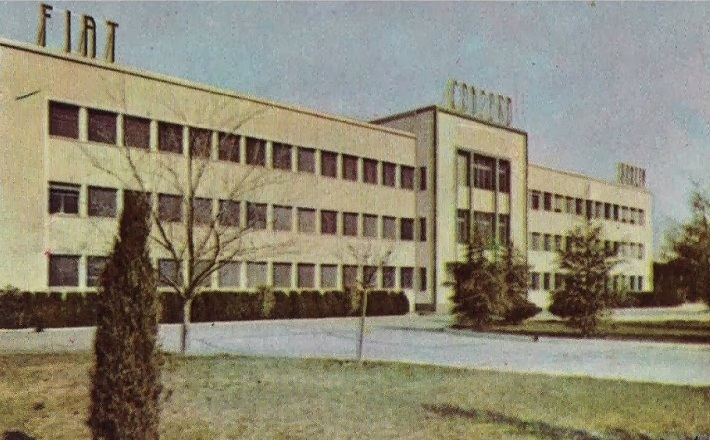
Завод Fiat Concord у Феррейрі, 1962 рік

Автомобільна промисловість Аргентини — галузь економіки Аргентини.
Аргентинська промисловість регулюється Асоціацією виробників автомобілів (ісп. Asociación De Fabricantes de Automotores, Adefa), створеною в 1960 році, яка включає в себе автовиробників (автомобілі, легкові автомобілі, вантажні автомобілі і автобуси). Adefa є частиною Міжнародної організації виробників автомобілів (OICA), що базується в Парижі.
Деякі глобальні компанії присутні в Аргентині, зокрема Fiat, Volkswagen Group, Ford, Iveco, General Motors, Nissan Motors, Toyota, Scania, Mercedes-Benz, Renault, Honda, PSA (Peugeot-Citroen) і т. д., а також працюють національні компанії, зокрема Materfer, ТАТ SA, Helvetica, Crespi, PurSang, і т. д. Останні виробляють сучасні репліки класичних автомобілів.

## Історія

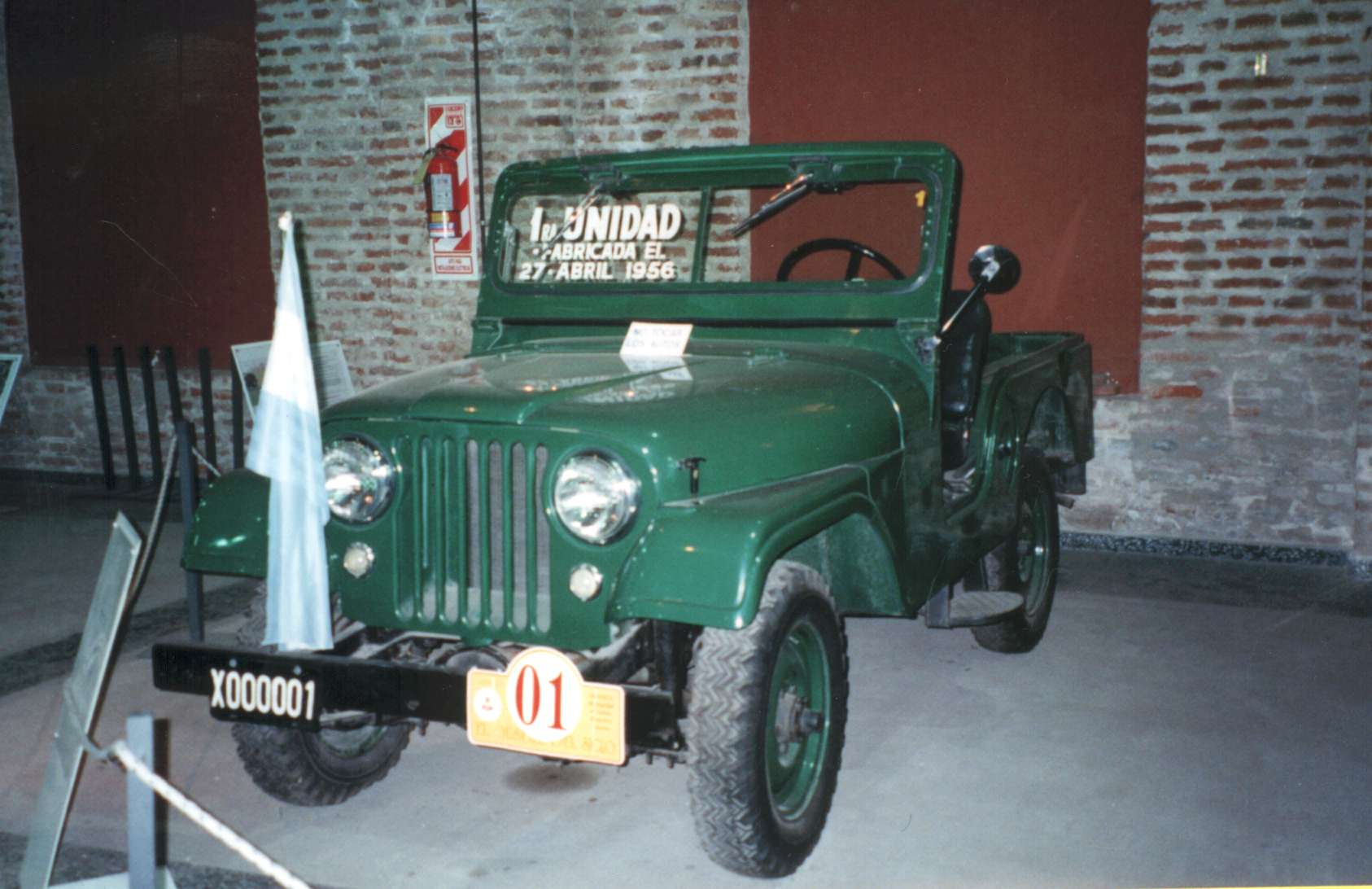
Перший Jeep, виготовлений в Аргентині у 1956 році

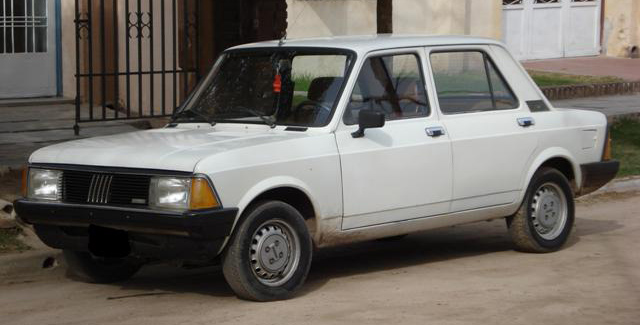
Fiat 128 Super Europa (1971–1990)

Anasagasti був першим автомобілем побудованим в Аргентині. Його виробляв Орасіо Анасагасті (ісп. Horacio Anasagasti) з Буенос-Айреса із 1912 по 1914 рік.
DGME Ñandú був легким повнопривідним автомобілем. Він був розроблений компанією DGME в 1940-х роках для потреб армії. Існувало тільки 4 прототипи.
Automotores Argentinos SA був аргентинським виробником автомобілів, який існував з 1947 по 1966 роки. 
Industrias Kaiser Argentina S.A. або IKA була аргентинською автомобільною компанією, заснованою в 1956 році в провінції Кордова як спільне підприємство з компанією Kaiser Motors зі Сполучених Штатів. Автовиробник випускав різноманітні моделі автомобілів Kaiser Jeep і американських моделей American Motors (AMC), включаючи найбільш знаковий автомобіль, Torino, перед тим як розпочати співпрацю з французьким виробником Renault, який в результаті викупив його в 1970 році.
Andino був маленьким автомобільним виробником, який з'явився близько 1967 року в Буенос-Айресі. Andino виробляв спортивні купе з двигунами Renault.
Mehari-Manía Industrias Plásticas був аргентинським виробником автомобілів, який існував з 1985 по 1989 роки. 

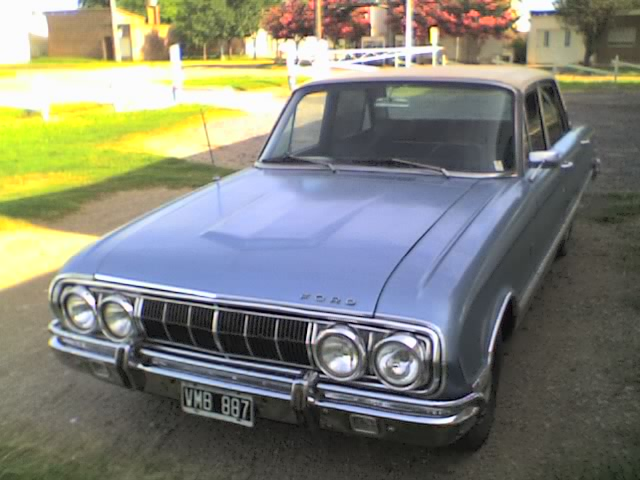
Ford Falcon (1962–1991)
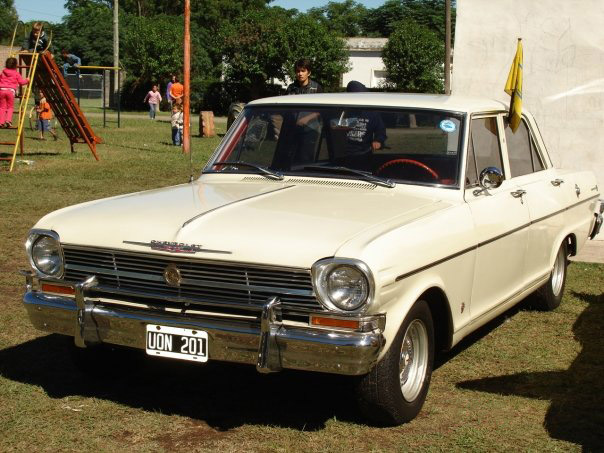
Chevrolet 400 (1962–1974)
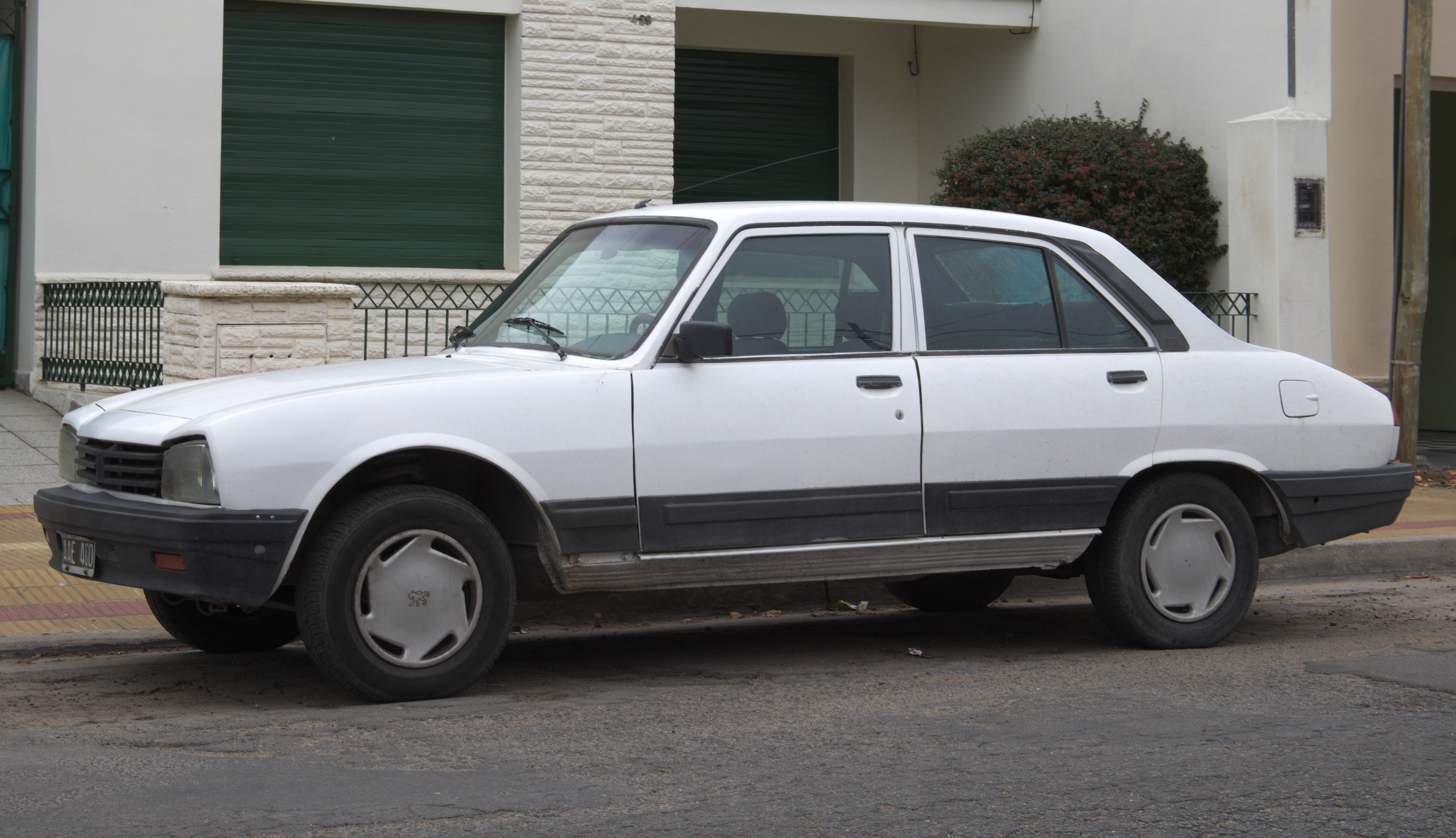
Peugeot 504 (1969–1999)
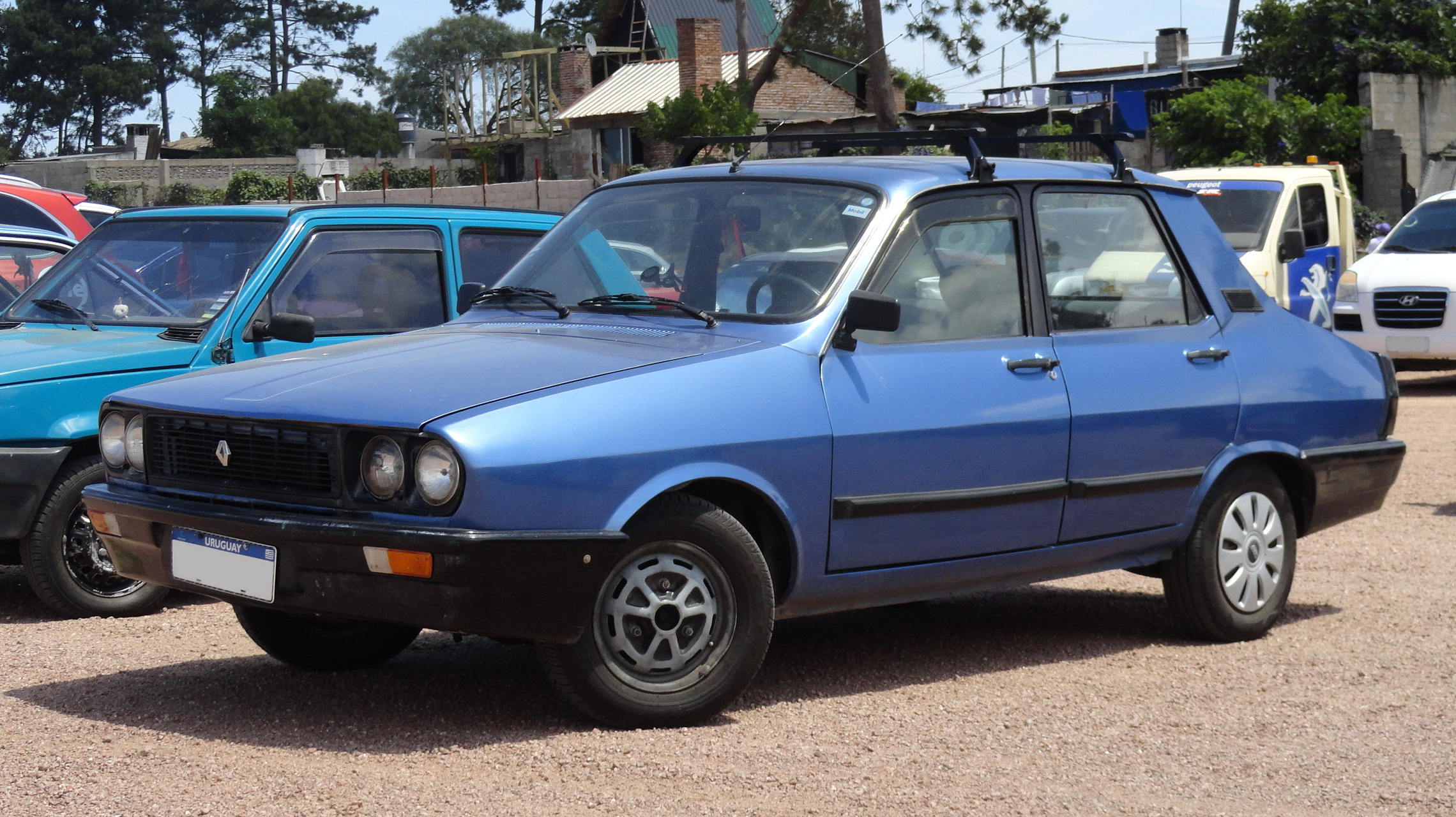
Renault 12 (1971–1994)

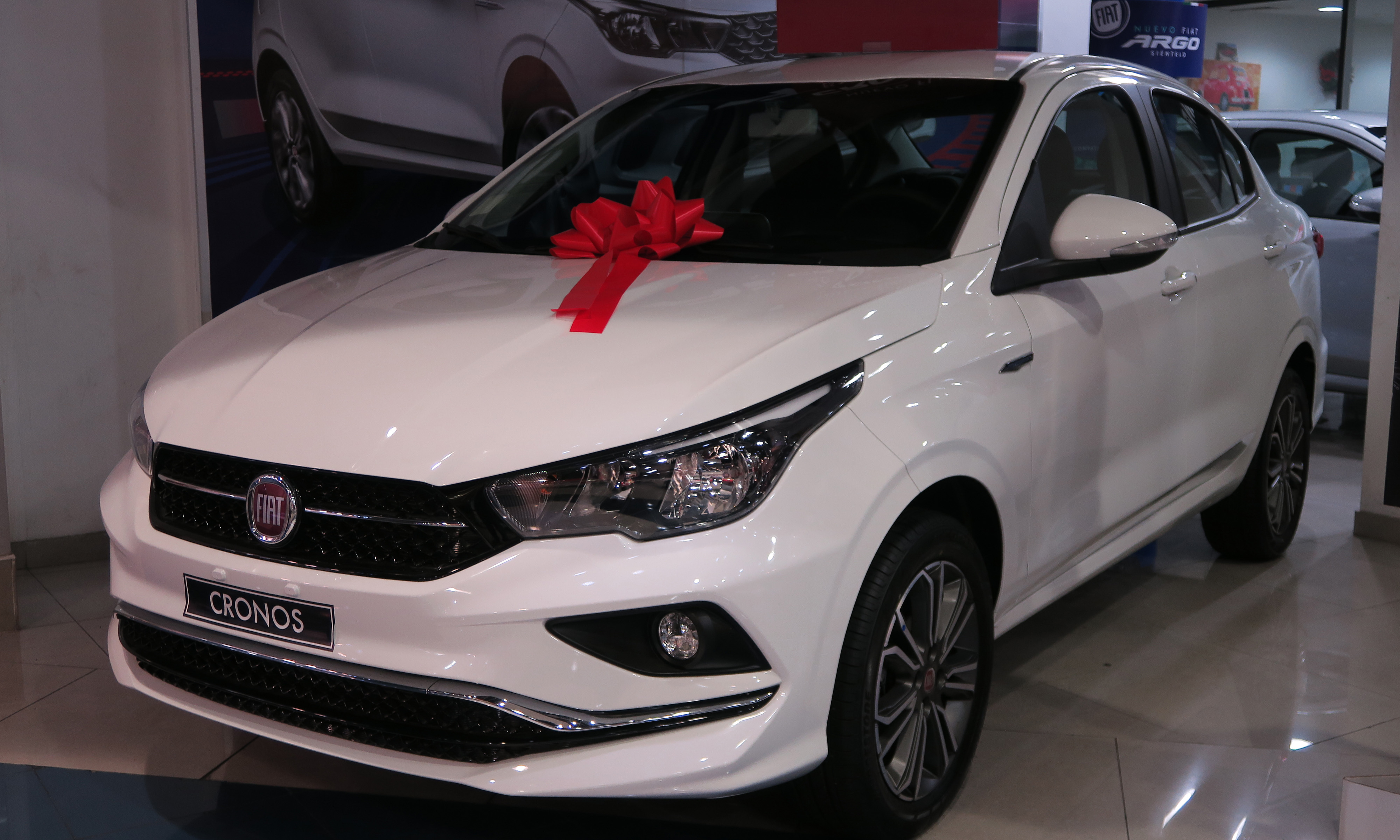
Fiat Cronos (2018–...)

Sevel Argentina була автомобільною компанією, яка випускала і продавала автомобілі Fiat, Peugeot, Alfa Romeo, Chevrolet та Citroen для аргентинського ринку з 1980 року до того часу, поки вона не була закрита у 1999 році. Компанія була створена шляхом об'єднання аргентинських операцій Fiat та Peugeot (SAFRAR та Fiat Concord).

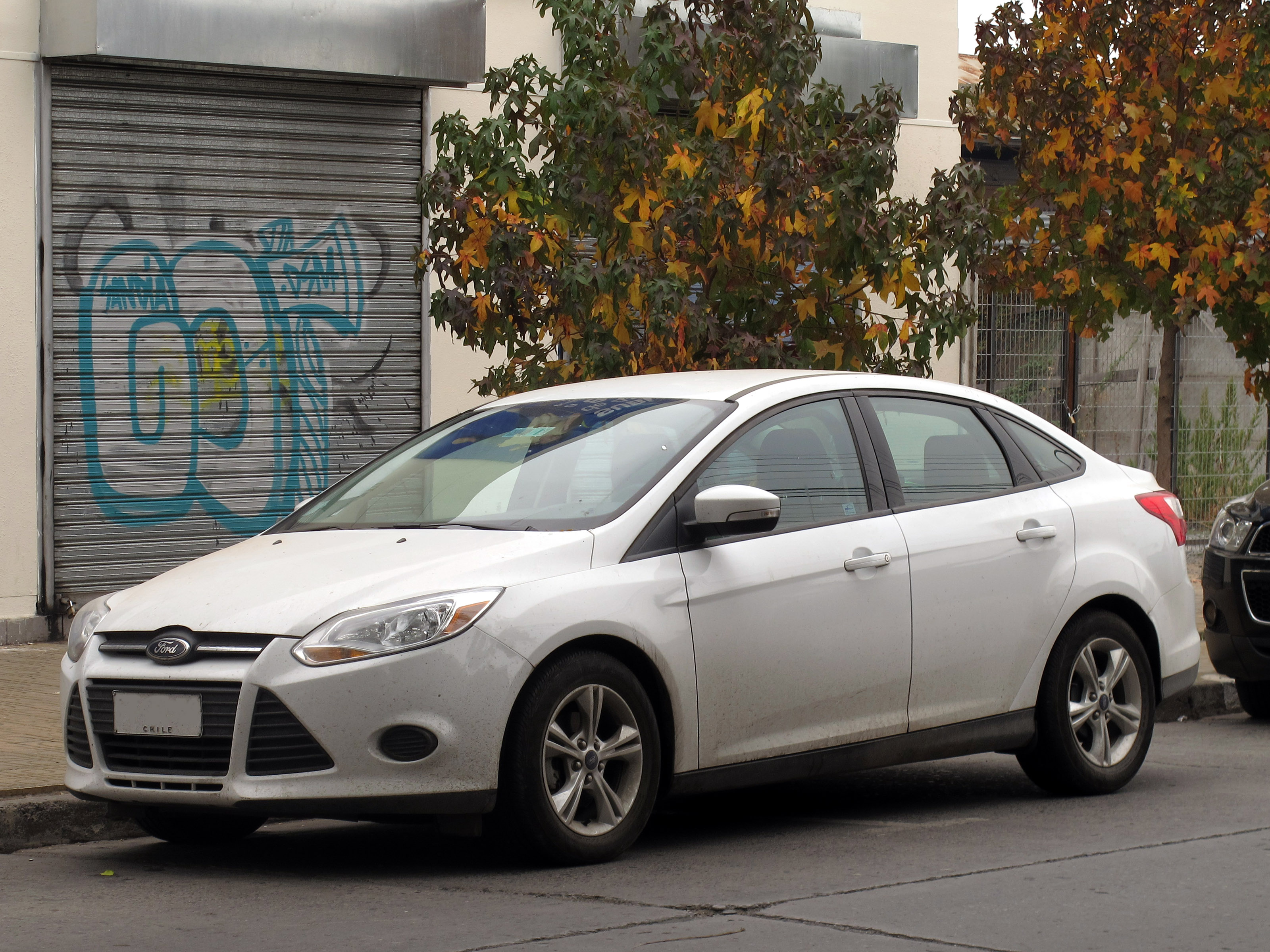
Ford Focus (2012–2020)
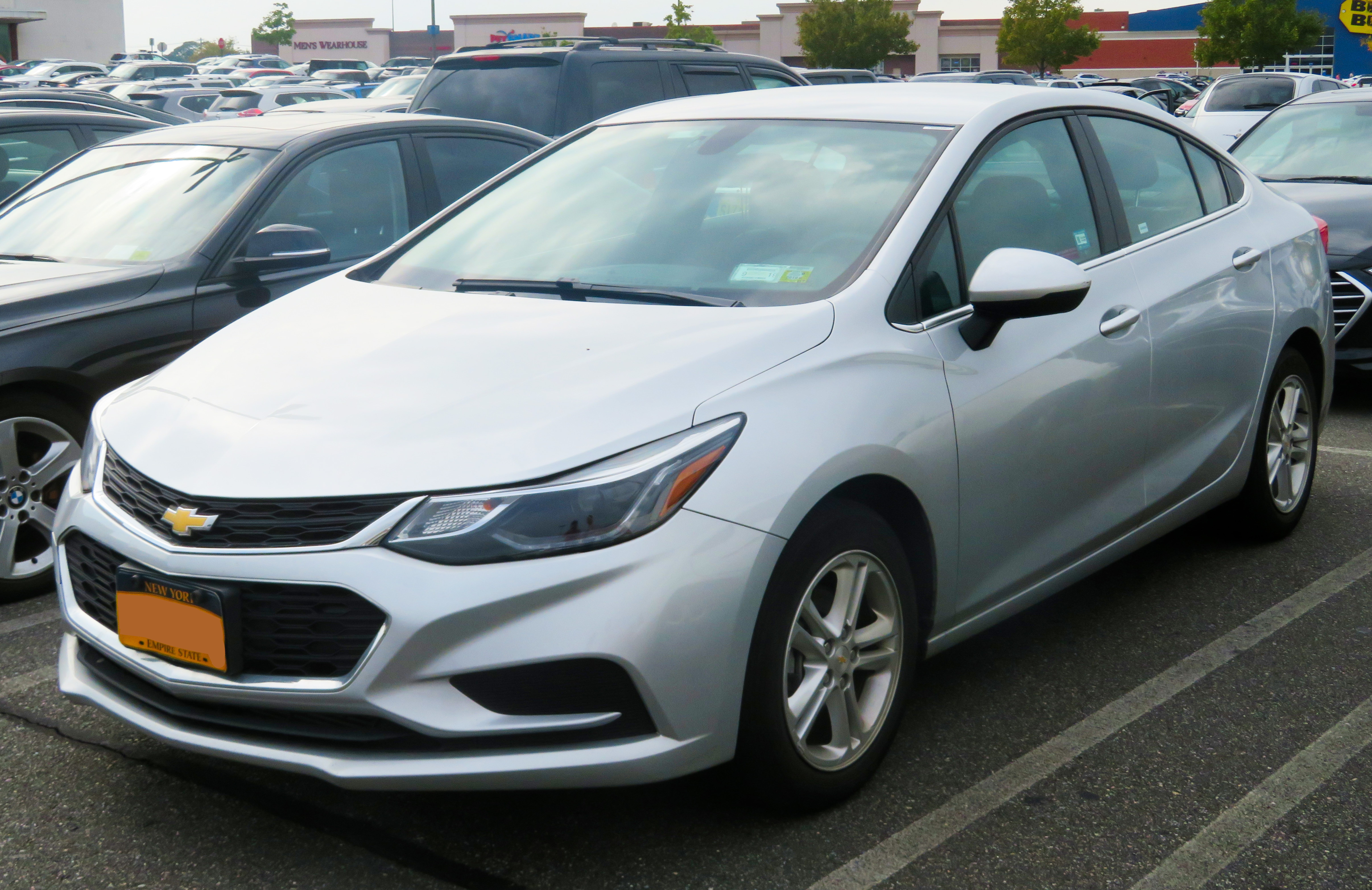
Chevrolet Cruze (2016–2023)
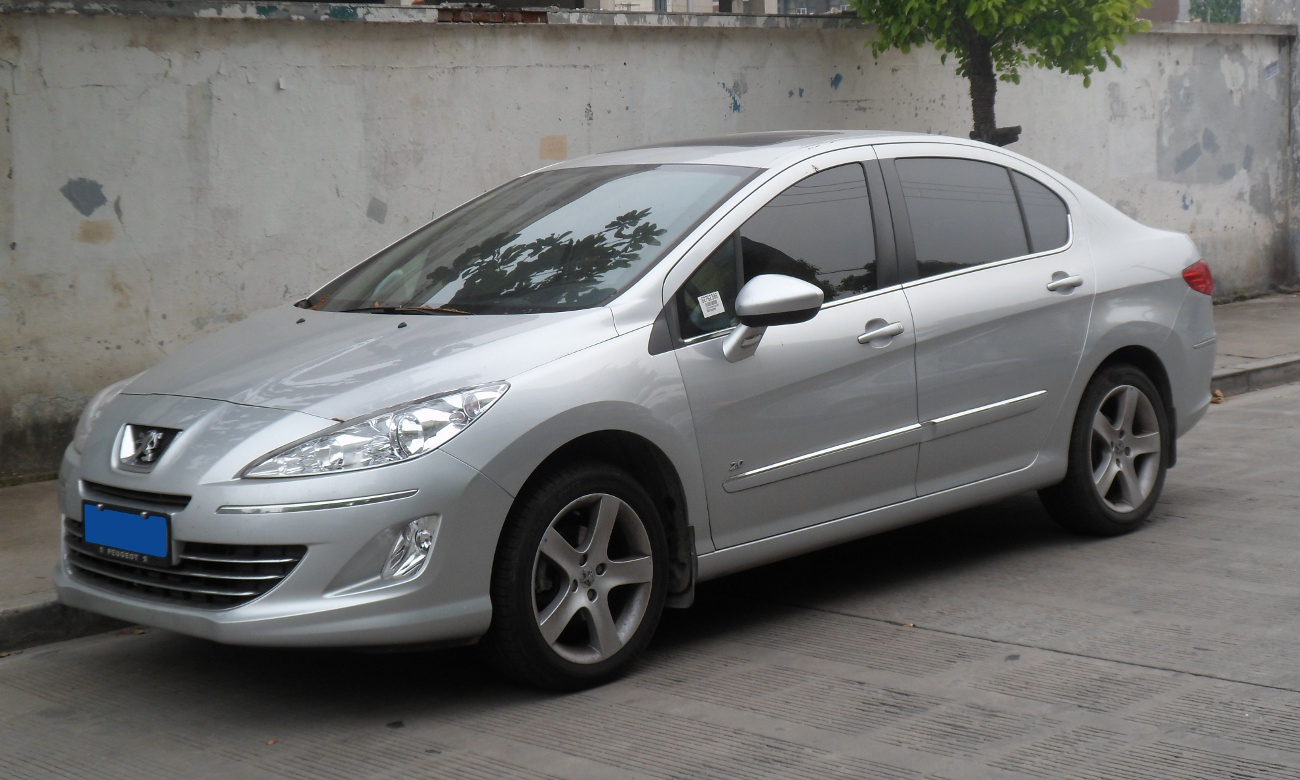
Peugeot 408 (2010–2021)
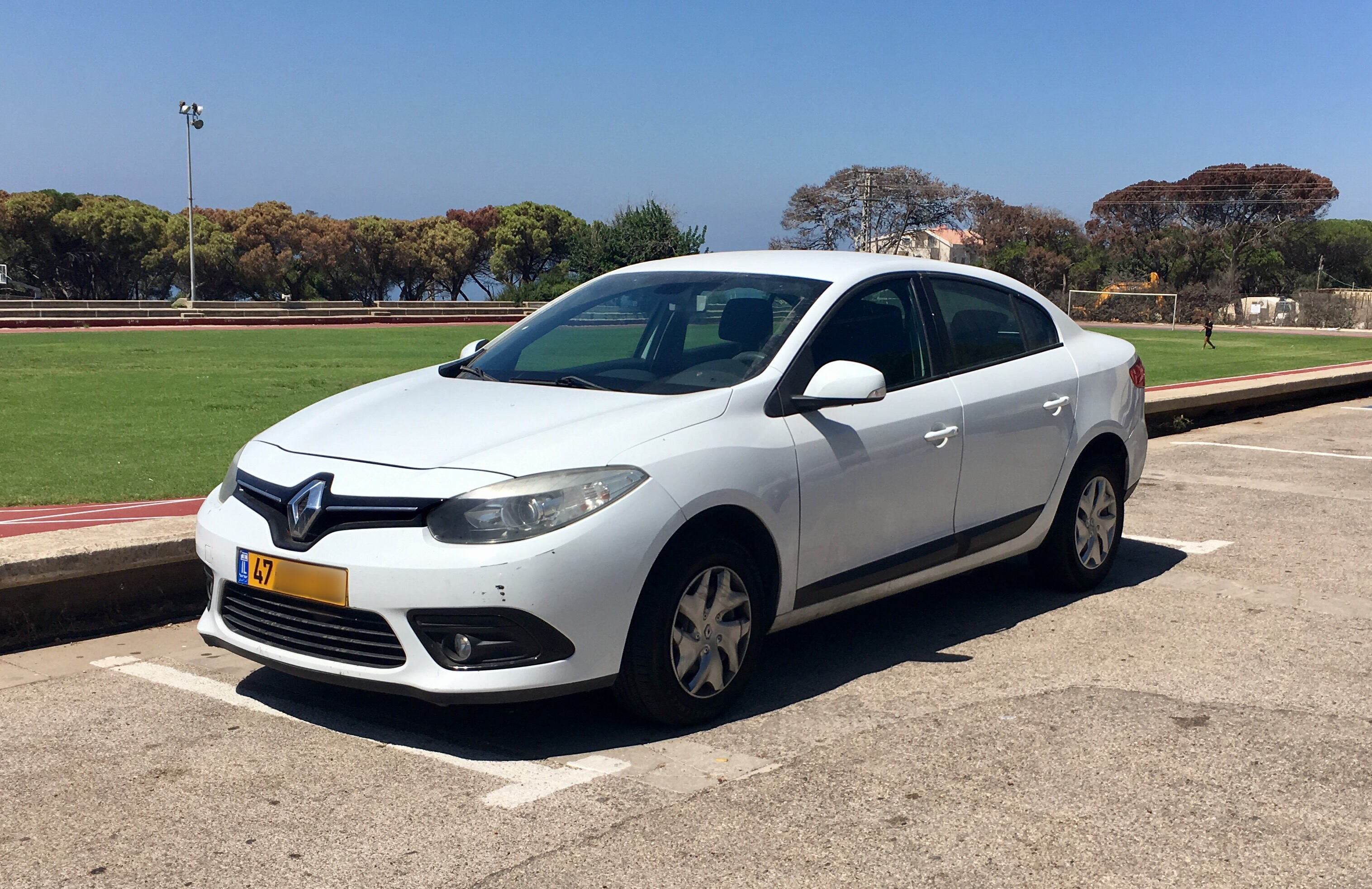
Renault Fluence (2010–2019)

## Діючі виробники

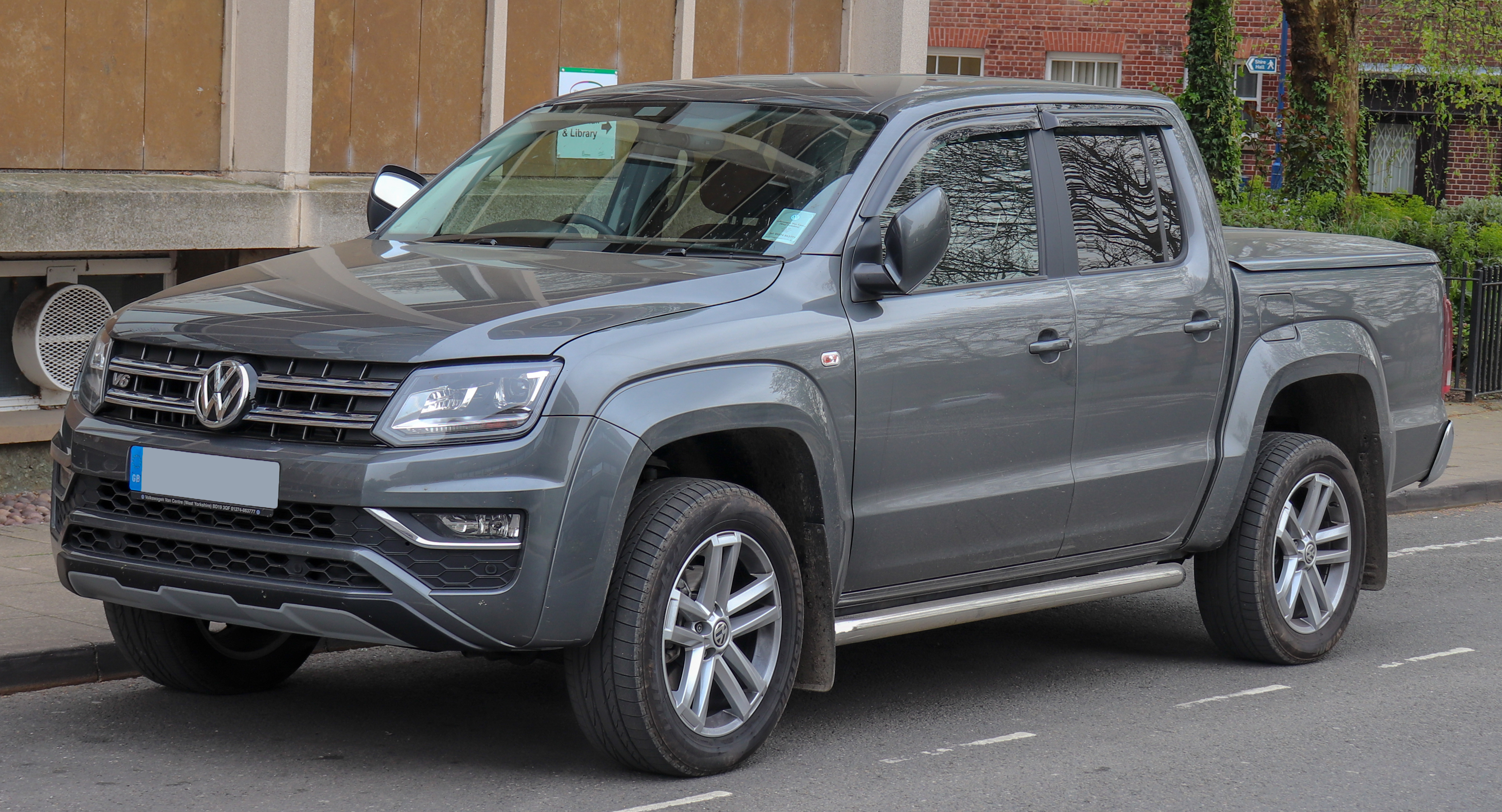
Volkswagen Amarok (2010–...)

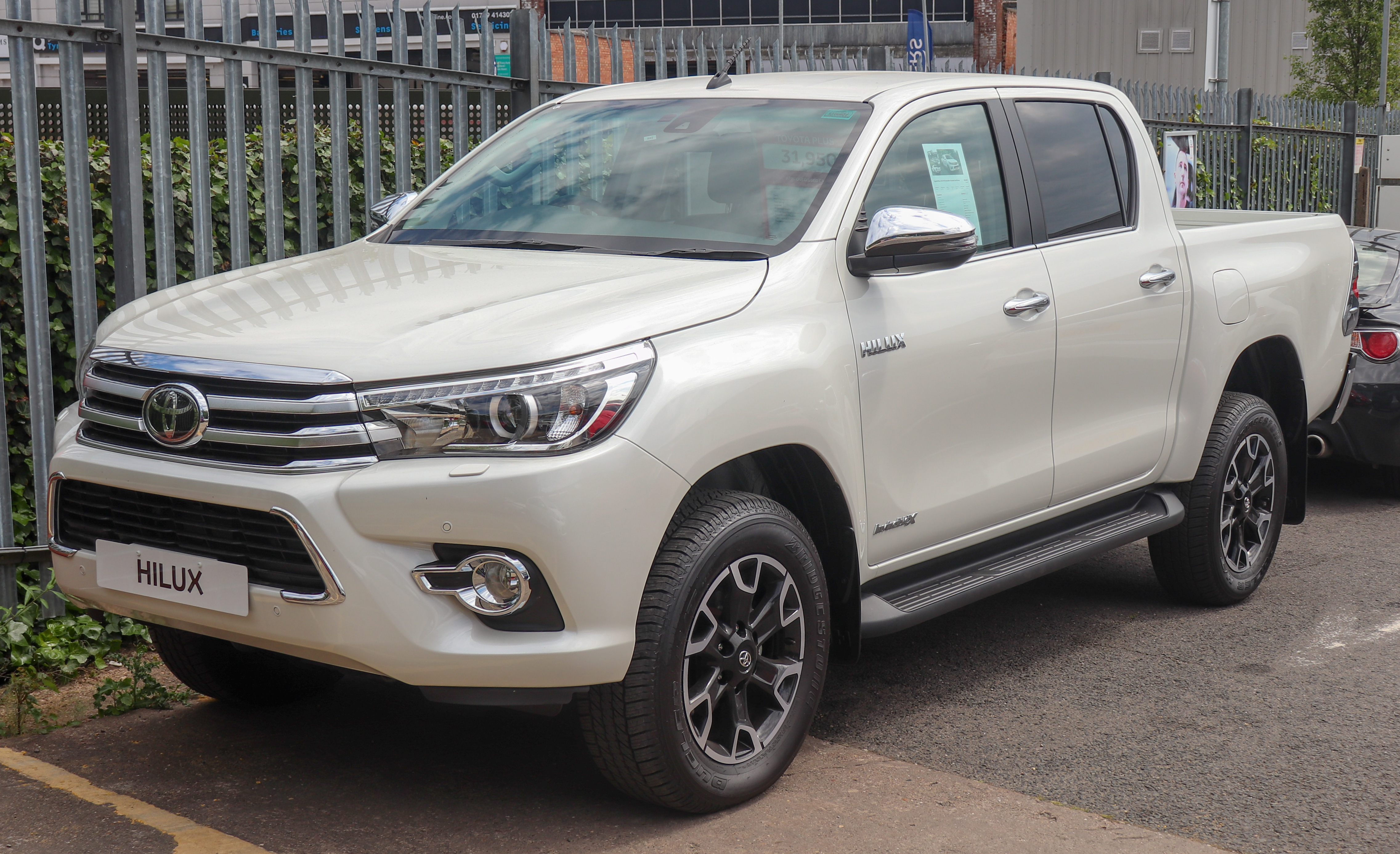
Toyota Hilux (2015–...)

### Аргентинські
- Anadón / Establecimiento Pur Sang[de]
- Asa[en]
- Autocross[de]
- JVA[de]
- Pur Sang[de]
- Savoia[de]
- Sport Buggy[de]

### Іноземні
- Fiat
- Volkswagen Group
- Ford
- Iveco
- General Motors
- Nissan Motors
- Toyota
- Scania
- Mercedes-Benz
- Renault
- Honda
- PSA (Peugeot-Citroen)

## Недіючі виробники
- Alcre[de]
- Anasagasti

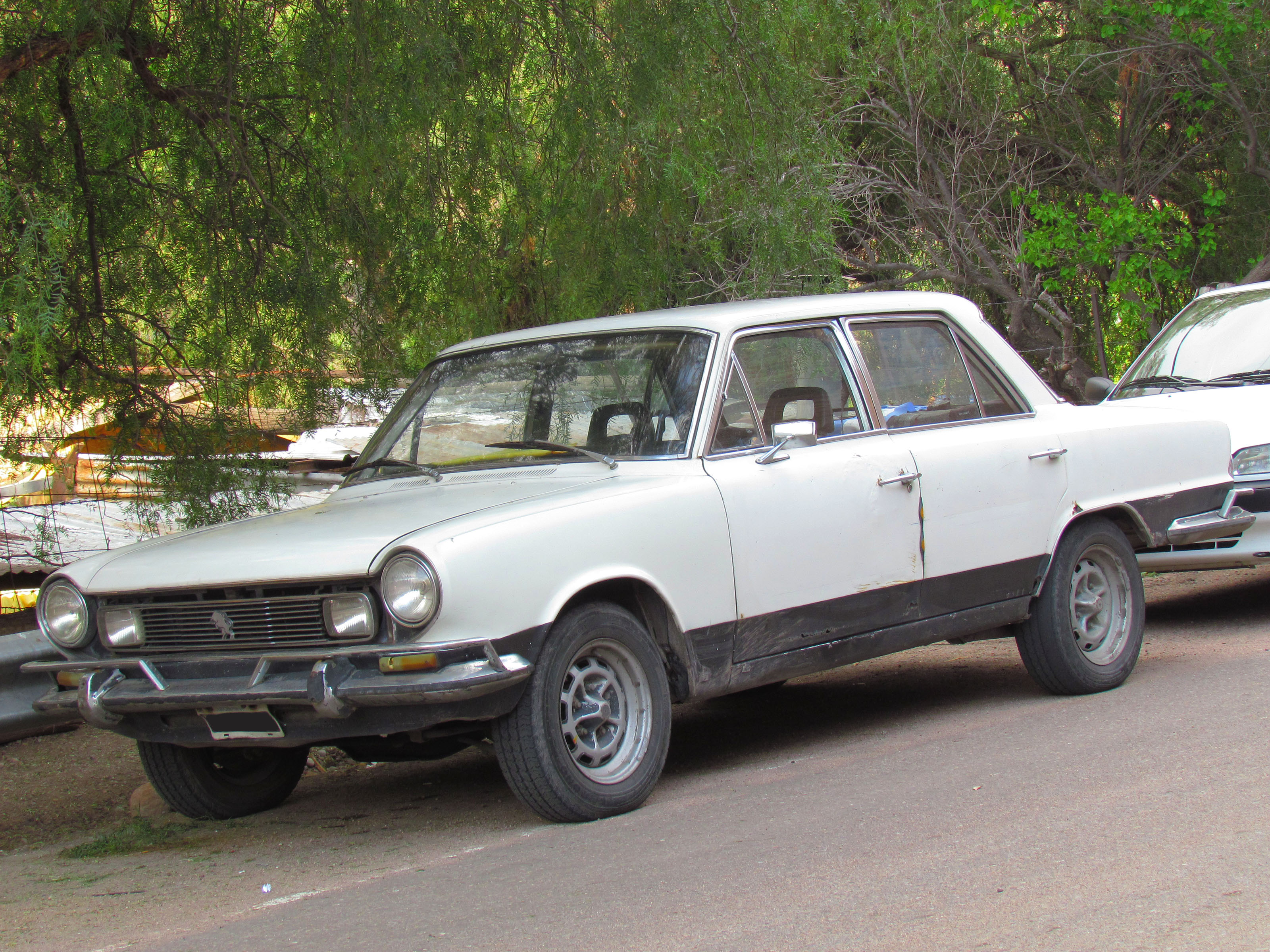
IKA Torino (1966–1981)

- Andino[en] / Varela / Automotores 9 de Julio
- Arena[de]
- Autoar[de]
- Autolatina[en]
- Bambi[de]
- Bergantín[en]
- Biscayne[de]
- Crespi
- De Carlo[de]
- Dinarg[de]
- DGME Ñandú[en]
- Eniak[de]
- GPA[de]
- Graciela[de]
- Helguero[de]
- Hispano-Argentina[en]
- IAME[en]
- IAVA[es]
- IES[es]
- IKA[en]
- Ipam-Leeds[de]
- Isard[de]
- Jefe[de]
- Joseso[de] / IAMA
- Koller[de]
- Lodi Automóviles[de]
- Primera Fábrica Marplatense de Automóviles Sport[de] / Brama
- Puelche[de]
- RG[de]
- Rocha Vintage[de]
- Rolmar[de]
- RYCSA[de] / Gilda
- Siam Di Tella[en] / Sección Industrial Amasadoras Mecánicas
- Sevel Argentina S.A.[en]
- Teram[de] / Libertador
- Torino / Industrias Kaiser Argentina[en]
- Zamba
- Zunder

## Обсяг виробництва

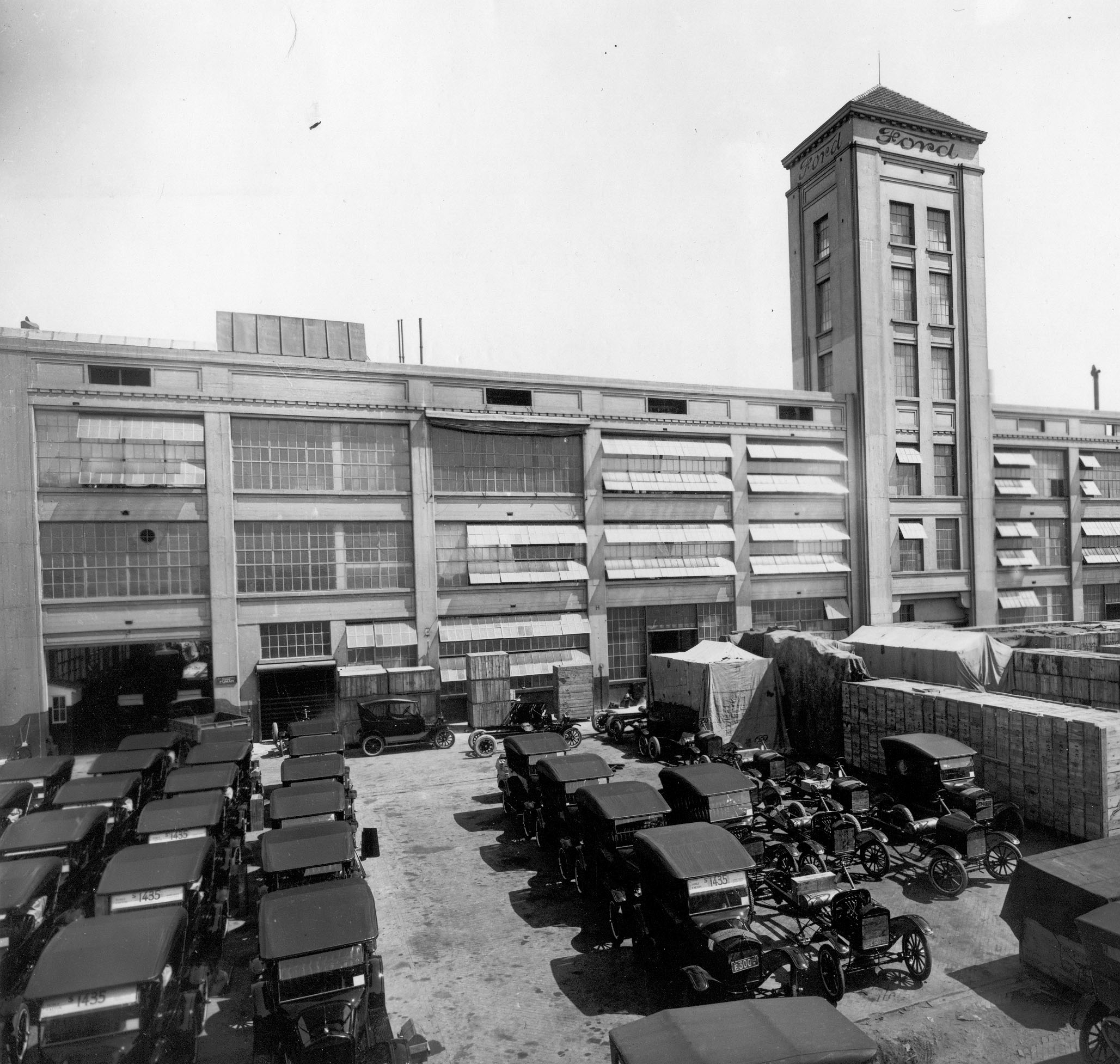
Складальний завод Ford в Ла-Бока, прибл. 1922 рік

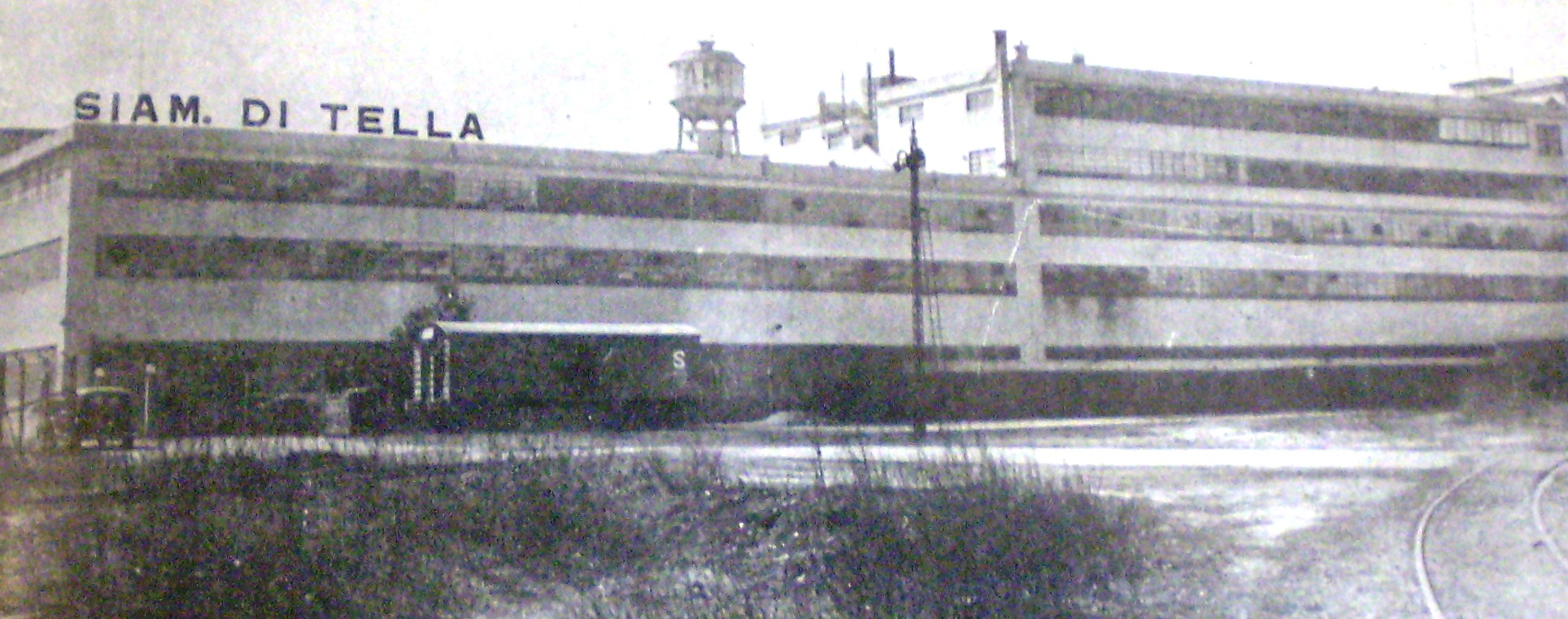
Завод Siam di Tella в Піньейро, на південь від Буенос-Айреса, прибл. 1966 рік

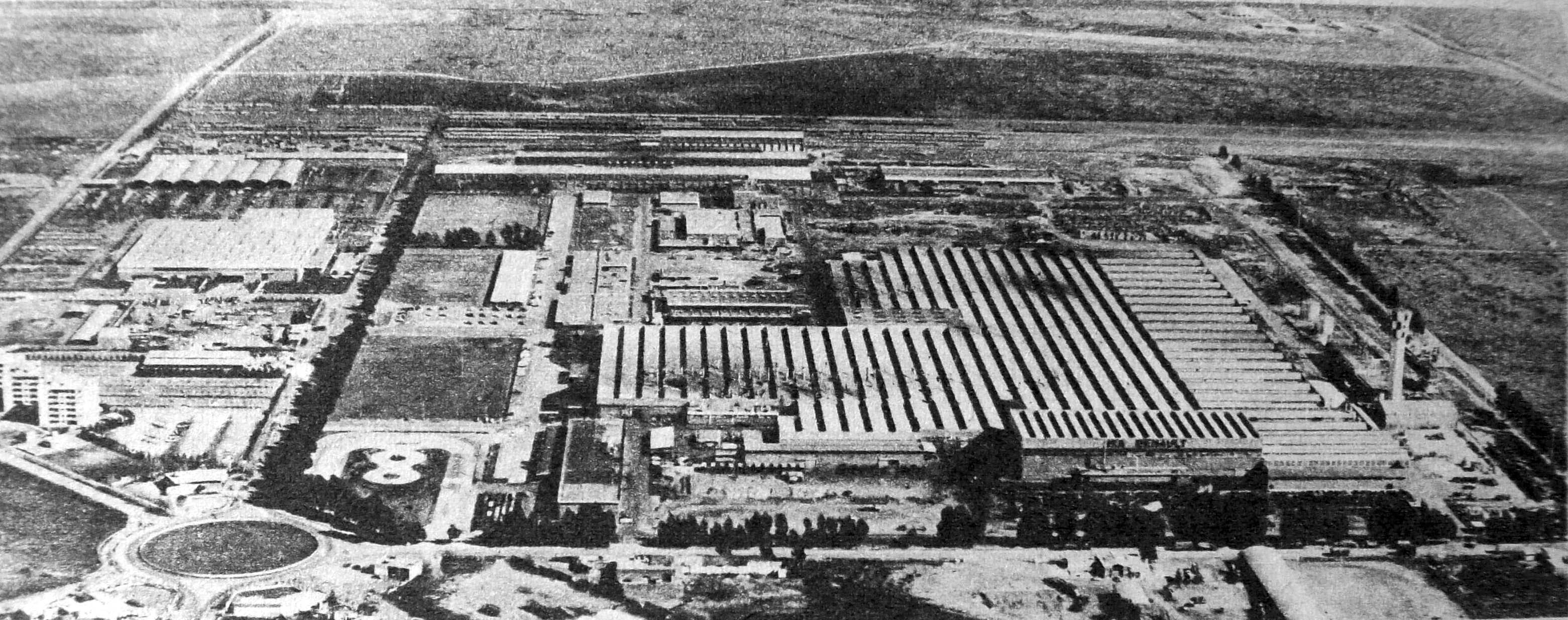
Завод Industrias Kaiser Argentina (IKA) в мікрорайоні Санта-Ізабель, місто Кордова, 1970 рік

Аргентина має довгу історію автомобільного виробництва багатьох розроблених за кордоном транспортних засобів. Виробляючи майже 100,000 одиниць (12-те місце в світі) в 1960 році, понад 200,000 в 1970 році і майже 300,000 в 1980 році промисловість впала до трохи менше ніж 100,000 в 1990 році через глибоку економічну кризу. Відновлення відбулося лише в середині 2000-х років, потім вдалося досягнути значного зростання з річним обсягом виробництва понад 800,000, що є 3-м місцем в Латинській Америці (після Бразилії та Мексики), але лише 20-м у світі.
У 2011 році було вироблено 828,771 автомобілів, таким чином він став піковим для автомобільної промисловості в Аргентині.
| Рік  | Обсяг виробництва |
| ---- | ----------------- |
| 1960 | 89,000            |
| 1970 | 219,599           |
| 1980 | 281,793           |
| 1990 | 99,639            |
| 1995 | 286,000           |
| 2000 | 339,632           |
| 2005 | 319,755           |
| 2010 | 716,540           |
| 2011 | 828,771           |
| 2012 | 764,495           |
| 2013 | 791,007           |
| 2014 | 617,329           |
| 2015 | 533,683           |
| 2016 | 472,776           |
| 2017 | 472,158           |
| 2018 | 466,649           |
| 2019 | 314,787           |
| 2020 | 257,187           |
| 2021 | 434,753           |
| 2022 | 536,893           |
| 2023 | 610,725           |